# Bam Margera
Brandon Cole Margera (West Chester, 28 de septiembre de 1979) más conocido como Bam Margera, es un skater profesional, actor y especialista de cine estadounidense. Es conocido también por haber integrado la pandilla de Jackass de MTV y por su programa Viva la Bam.
Desde mediados de la década de 2000, Margera ha luchado contra el alcoholismo y los problemas legales posteriores. Ingresó por primera vez a rehabilitación en 2009, pero se fue después de cuatro días y desde entonces ha tenido al menos siete intentos posteriores de rehabilitación sin completar el programa. Tras la muerte de su amigo de la infancia Ryan Dunn y el final de sus proyectos televisivos en 2011-12, el consumo de alcohol y drogas de Margera se intensificó. En 2020, fue despedido de la producción de Jackass Forever (2022) debido a sus problemas con las drogas y el alcohol.

## Biografía

### Primeros años
Margera nació en West Chester, Pensilvania. Hijo de April Margera (April Cole) y Phil Margera. Él es el hermano menor de Jess Margera y sobrino de Vincent Margera (Don Vito). Su abuelo lo apodó "Bam" a la edad de tres años, después de su costumbre de chocar contra las paredes.

## Carrera

### Televisión y Películas
Margera comenzó a grabar vídeos de sí mismo y sus amigos skaters y haciendo acrobacias; con el tiempo se convertirían en la serie de videos de CKY. CKY es sinónimo de "Camp Kill Yourself", una referencia a la película Sleepaway Camp. Estos primeros vídeos presentan muchos de los amigos de Margera, incluyendo Ryan Dunn, Brandon DiCamillo, Rake Yohn, Chris Raab, Brandon Novak y otros que forman un colectivo conocido como "The CKY Crew". CKY es también el nombre de una banda de rock con su hermano Jess, y la historia y la relación entre los proyectos de vídeo y la banda está fuertemente interrelacionada.
Tras el éxito CKY, EL exeditor de Big Brother, Jeff Tremaine notó los vÍdeos de Margera y lo seleccionó en el equipo que se convertiría en Jackass de MTV. Margera y Ryan Dunn se convirtieron en pilares de la fundación, mientras que otros miembros de la tripulación CKY jugaron papeles secundarios en diversos grados. 

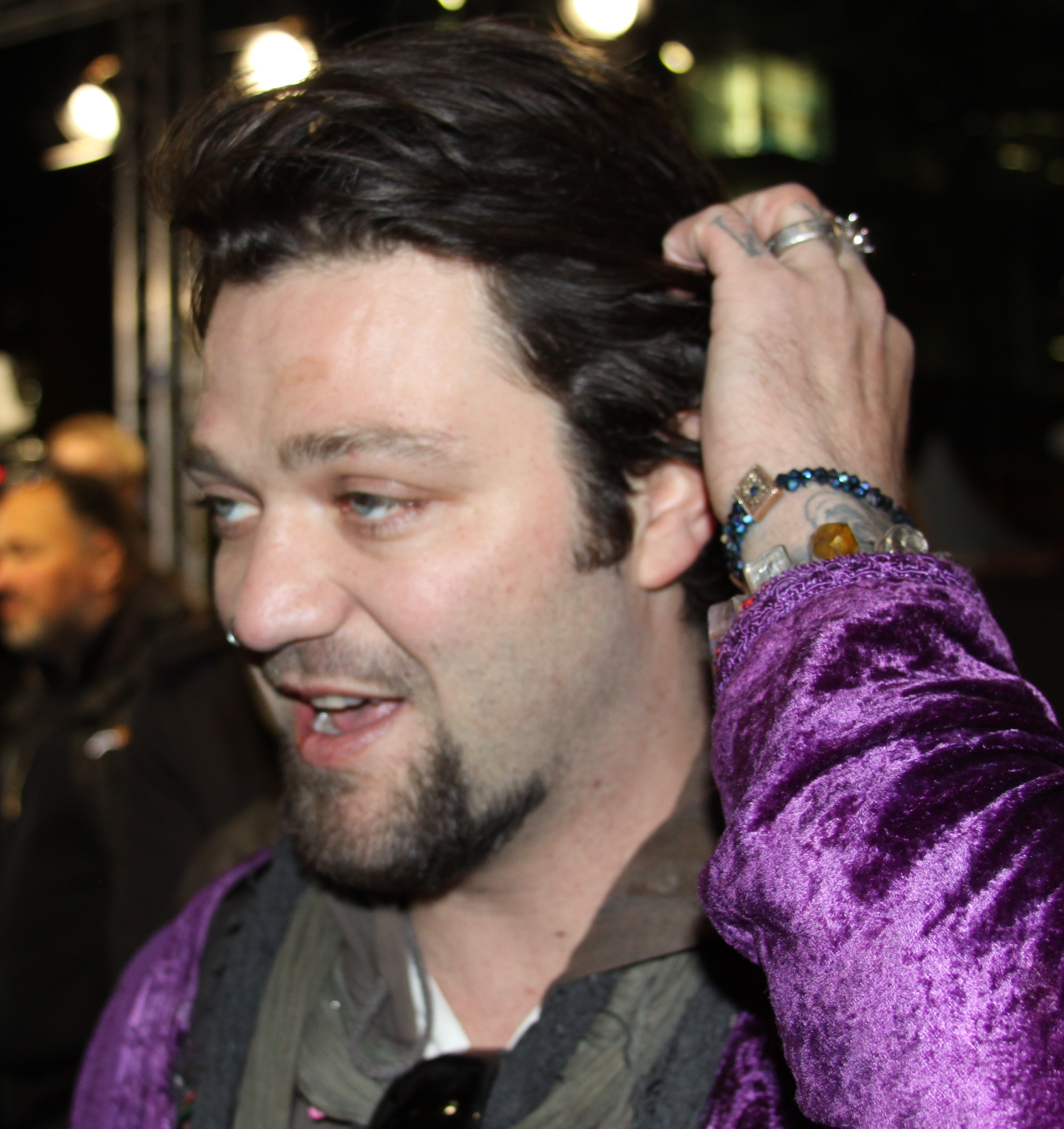
Bam Margera, estrella de Jackass.

Margera apareció en Jackass: The Movie, Jackass Number Two y Jackass 3D. Varias partes de la primera película de Jackass eran pedazos del estilo de CKY filmados en West Chester y sus alrededores, pero las escenas similares en la segunda película se retiraron después de la detención del tío de Bam Vincent Margera.
Después de Jackass, Margera recibió su propia serie de MTV titulado Viva La Bam, que duró cinco temporadas entre 2003-2005. El show fue filmado principalmente en West Chester, Pensilvania, pero también visitó Nueva Orleans, Las Vegas, Los Ángeles, Brasil, Finlandia, México, Ámsterdam y Transilvania. Además de la serie regular, algunos episodios especiales han incluido "Viva las vacaciones de primavera" y un episodio de "Lost" se incluye en el CD Viva La Bands.
Después de la demostración, en 2007, Margera se comprometió y la boda fue filmada por Bam's Unholy Union como un seguimiento de Viva la Bam. El programa siguió con Margera, su novia de entonces Melissa Rothstein y sus amigos en los días previos a la boda. También en 2008, Margera tenía un "importante papel, aunque sin sexo" en una película pornográfica de Gina Lynn llamada "The Fantasstic Whores 4" con Brandon Novak.
En 2009, Margera apareció en Nitro Circus.
En octubre de 2010, Margera apareció en Jackass 3D y la película rompió récords de taquilla.
Margera aparece con Dunn y el pro-skater Tim O'Connor en Bam's World Domination, un programa de Spike TV de media hora que se estrenó el 13 de octubre de 2010. El primer episodio mostró Margera y el intento de sus amigos para vencer una carrera de obstáculos, en el Tough Guy Competition, celebrada en Staffordshire, Inglaterra.

### Las películas independientes
Margera escribió, produjo y protagonizó tres películas independientes. Margera coescribió, dirigió y protagonizó Haggard (2003), una película independiente basada en hechos reales de la vida de su amigo Ryan Dunn. Dunn interpretó a sí mismo como el personaje principal, mientras Margera interpretó a "Valo", un personaje basado en él mismo y los elementos del vocalista del grupo HIM, Ville Valo.
Margera también dirigió Minghags, anteriormente titulado "besar el culo de un buen hombre"; La película es una secuela suelta a Haggard, y contará con la "basura exprimidor" invención a partir de esa película. La realización de esta película fue confirmada por Radio Bam y la primera página de FilthyNote Registros de Tim Glomb. El rodaje comenzó 5 de abril de 2007. En un episodio de Radio Bam, Margera dijo que están tratando de hacer la película PG-13 clasificado, pero con la cantidad de insultos y un desnudo, una Clasificación R no podría evitarse. Mostraron su primera visión de la versión preliminar de la película el 7 de agosto de 2007, en Sikes Salón. La película fue lanzada en diciembre de 2008. La película fue un lanzamiento directo a DVD.
Posteriormente, Margera lanzó una película de Navidad con tema titulado Bam Margera Presents: Where the#$&% Is Santa? en diciembre de 2008. La película trata de Bam y sus amigos, ir al círculo polar ártico en Finlandia en una búsqueda para encontrar a Santa Claus. La película cuenta con Ville Valo de HIM, The Dudesons, Hanoi Rocks, Mark The Bagger entre otros.

### Radio Bam y Música
Margera comenzó un programa semanal de Sirius Satellite Radioen Sirius canal 28 Fracción 24 de noviembre de 2004 llamado Radio Bam. El espectáculo cuenta con Margera junto con amigos de CKY y equipo de Jackass.
En 2005, Margera comenzó un sello musical, Filthy Note Records y ha dirigido videos musicales para Clutch, Turbonegro, Skull Viking, Vains de Jenna y solidaria de CKY. También ha dirigido siete videos musicales, "Buried Alive By Love", "The Sacrament", "And Love Said No" y "Solitary Man", de la banda finlandesa HIM, y tres para The 69 Eyes, "Lost Boys", "Dead Girls Are Easy" y "Dead N Gone". También toca el teclado en una banda llamada Gnarkill, junto con Brandon DiCamillo, Jess Margera, Rich Vose y Matt Cole.

## Jackass
Jeff Tremaine observó los vídeos de Bam y lo incorporó en el equipo de Jackass de MTV. Margera y Ryan Dunn se convirtieron en apoyos principales del grupo mientras que otros miembros del equipo de CKY colaboraron en menor grado en algunos de los capítulos de Jackass. Margera apareció en todas las películas de Jackass. Varios vídeos en la primera película eran pedazos de skits de CKY filmados en los alrededores de West Chester, pero las escenas similares en la segunda película fueron quitadas después de la detención de su tío, Vincent Margera. Tuvo una gran participación en la película "Jackass 3D" (reconocida por muchos como la mejor de la saga). Su última película filmada de esta saga es Jackass 3.5

## Carrera en el skateboarding

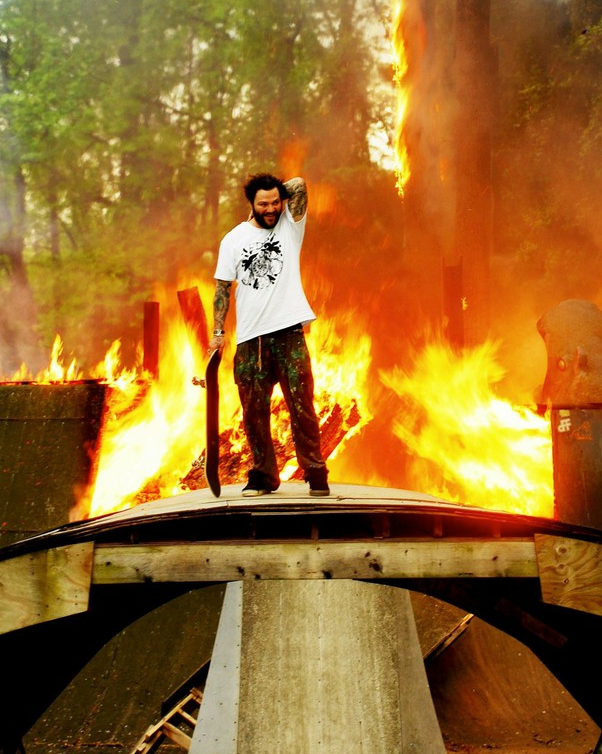
Bam Margera, "Rampa de Fuego", 2013.

Antes de convertirse en un skater profesional, a Bam se le podía ver practicando en algunos parques locales.
Ha aparecido en la película Grind como también en Element elementallity.
Bam en 2005, realizó en Phoenix exitosamente The Loop, un truco que solo 15 personas en el mundo han podido realizar, además fue el primer skater callejero en hacerlo.
Actualmente Bam es uno de los skaters más reconocidos en todo el mundo. También aparece en la serie de videojuegos Tony Hawk's Pro Skater 3, Tony Hawk's Pro Skater 4, Tony Hawk's Underground, Tony Hawk's Underground 2, Tony Hawk's American Wasteland, Tony Hawk's American Sk8land, Tony Hawk's Proving Ground y Tony Hawk's Project 8.
Sus patrocinadores son Destructo trucks, Volcom, Adio, Element, Fairman's skateshop, Electric, Speed metal bearings.

## Vida personal

### Nombre, domicilio y asalto
El 24 de octubre de 2007, en entrevista para el Cleveland Free Times, Margera declaró que a pesar de haber completado el papeleo con el que iba a cambiar legalmente su nombre por el de Bam, que estaba "todavía debatiendo" presentar después de una conversación con su padre.
Margera actualmente reside en "Castillo de Bam", una casa grande en Pensilvania. La casa tiene un tema gótico, un skatepark en la entrada y con una parcela de 57.000 m² (14 acres) de superficie. En enero de 2007, Margera construyó una rampa en su patio trasero, cerca del antiguo casino que se ve en Viva La Bam. La rampa en sí causó problemas con el municipio. Los padres de Margera y una selección de los miembros de la tripulación CKY vivieron en la casa durante el rodaje de Viva La Bam, con el tío de Margera residente en una casa aparte dentro de la misma propiedad.
El sábado 12 de junio de 2010, Margera fue supuestamente atacado con un bate de béisbol fuera de su bar, en West Chester, Pensilvania. Margera pasó la noche en Crozer-Chester Medical Center, donde recibió tratamiento por lesiones en la cabeza. Según Elizabeth Ray, Margera insultó a un afrodescendiente llamándolo "negro"; declaraciones que el propio Margera desmintió.

### Relaciones
Margera salía con Jenn Rivell, una madre divorciada. Rivell jugó un papel destacado en varios de sus proyectos y la pareja parecía estar cohabitando en varios episodios de Viva La Bam. Sin embargo, la relación terminó en 2005. En noviembre de 2006, Margera declaró en "Protección contra el abuso" de Rivell después de que supuestamente irrumpieron en su casa. Además, alegó que Rivell había mostrado un comportamiento irracional y agresivo hacia él en varias ocasiones, incluyendo el robo de varios ordenadores y destrozando su casa inmediatamente después de su ruptura inicial. El juez desestimó las acusaciones como "especulativa" y "rumores". En 2006, Margera se comprometió con su amiga de la infancia Melissa "Missy" Rothstein. Los acontecimientos que condujeron a su boda (con cerca de 350 amigos y familiares que asistieron) el 3 de febrero de 2007 en el centro de Filadelfia, fueron la crónica de la serie de MTV Bam Unholy Union. La luna de miel de la pareja fue en Dubái. En 2008, durante una aparición en LA Ink, Bam dijo a Kat Von D que tuvo que pagar alrededor de $ 13,000 en daños y perjuicios causados al hotel para su matrimonio, diciendo: "Yo estaba un poco preparado para ello". "Estoy invitando a la tripulación de Jackass. Si algo no se rompe entonces eso no está bien". En julio de 2009, Margera fue llevado al hospital por paramédicos y policías estatales desde su casa en West Chester, después de que su esposa Missy llamara al 911 después de una borrachera de alcohol de cuatro días. En la borrachera, dijo Margera "Puede que me divorcie... la bebida ayuda". en octubre de 2010, Margera dijo a Howard Stern que él y Missy vivían en ciudades diferentes, que se reúnen una vez a la semana y Missy sabe de su novia en San Francisco y otra en West Chester. Actualmente está comprometido con Nicole Boyd.

### Problemas de salud, drogas y alcohol
Margera volvió al ojo público con la serie "Family Therapy with Dr. Jenn" de VH1, en el que se documenta la terapia junto a su madre April, visiblemente afectada por el estado de su hijo. En la serie, el también actor y productor admite que ha querido morir. En ocasiones desorientado y herido tras noches de fiesta antes de empezar la terapia, reconoce el dolor que le produjo la muerte de su amigo Ryan Dunn en 2011 y las consecuencias de esa pérdida: el consumo desmedido de alcohol, luciendo desaliñado, pasado de peso y acomplejado. Unos meses después de la muerte de Dunn, Margera se accidentó en su Porsche. En octubre de 2015, TMZ reportó que gracias a la grabación de ese programa, Margera había logrado durar varios meses sobrio. Margera lanzó a finales del año pasado una campaña y una línea de productos llamada "Bearly Sober" para recaudar fondos para la "Tony Hawk Foundation" para promover hábitos saludables en los niños.